# 1161

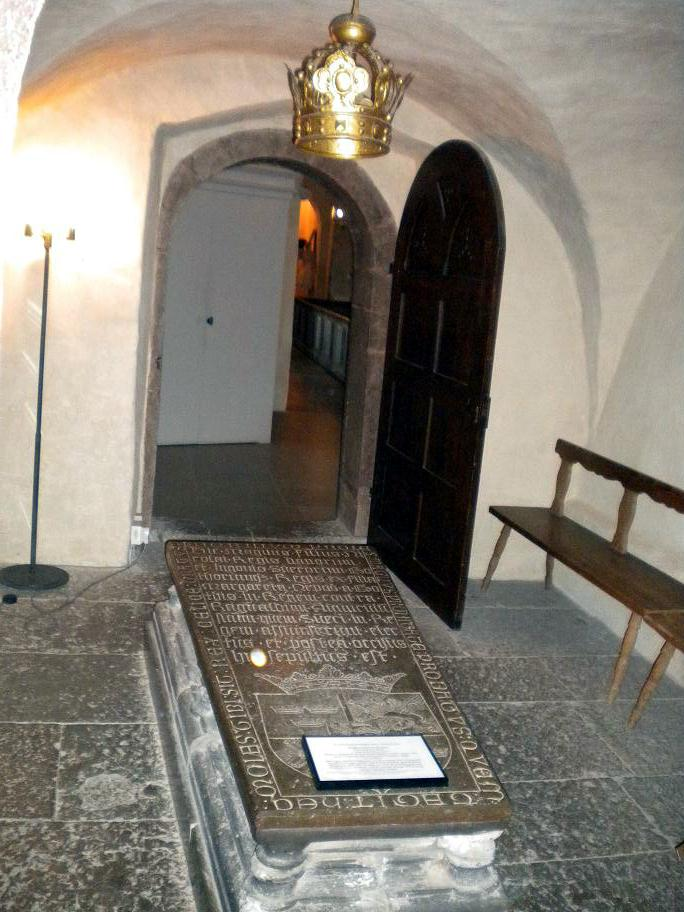
Túmulo de Magno II da Suécia na Abadia de Vreta, no município de Linköping.

| Calendário gregoriano                                                        | 1161 MCLXI                                           |
| Ab urbe condita                                                              | 1914                                                 |
| Calendário arménio                                                           | 610 – 611                                            |
| Calendário bahá'í                                                            | -683 – -682                                          |
| Calendário budista                                                           | 1705                                                 |
| Calendário chinês                                                            | 3857 – 3858 Início a 29 de janeiro (aproximadamente) |
| Calendário copta                                                             | 877 – 878                                            |
| Calendário etíope                                                            | 1153 – 1154                                          |
| Calendários hindus - Vikram Samvat - Calendário nacional indiano - Cáli Iuga | 1216 – 1217 1082 – 1083 4261 – 4262                  |
| Calendário Holoceno                                                          | 11161                                                |
| Calendário islâmico                                                          | 556 – 557                                            |
| Calendário judaico                                                           | 4921 – 4922                                          |
| Calendário persa                                                             | 539 – 540                                            |
| Calendário rúnico                                                            | 1411                                                 |
| Calendário solar tailandês                                                   | 1704                                                 |

1161 (MCLXI na numeração romana) foi um ano comum do século XII do Calendário Juliano, da Era de Cristo, a sua letra dominical foi A (52 semanas), teve início a um domingo e terminou também a um domingo. No reino de Portugal estava em vigor a Era de César que já contava 1199 anos.
| Ano completo                    |
| ------------------------------- |
| Ano comum com início ao domingo |

## Eventos
- Évora, Beja e Alcácer do Sal caem em poder dos Mouros.

## Nascimentos
- 23 de Setembro - Takakura, 80º imperador do Japão.
- Constança, Duquesa da Bretanha.
- Temudjin, conhecido como Genghis Khan, imperador mongol.
- Abd-al-Latif, foi um sábio árabe, m. 1231).

## Mortes
- Gualtério II de Brienne, foi conde de Brienne e senhor de Ramerupt. Adoptou o cristianismo como religião em 1147. n. em 1110.
- 21 de Novembro - Guilherme III de Nevers foi conde de Nevers de Auxerre e de Tonnerre n. (1110.
- Guilherme I de Dampierre, Senhor de Dampierre.
- Magno II, rei da Suécia, morre assassinado.